# Nalbert Bitencourt

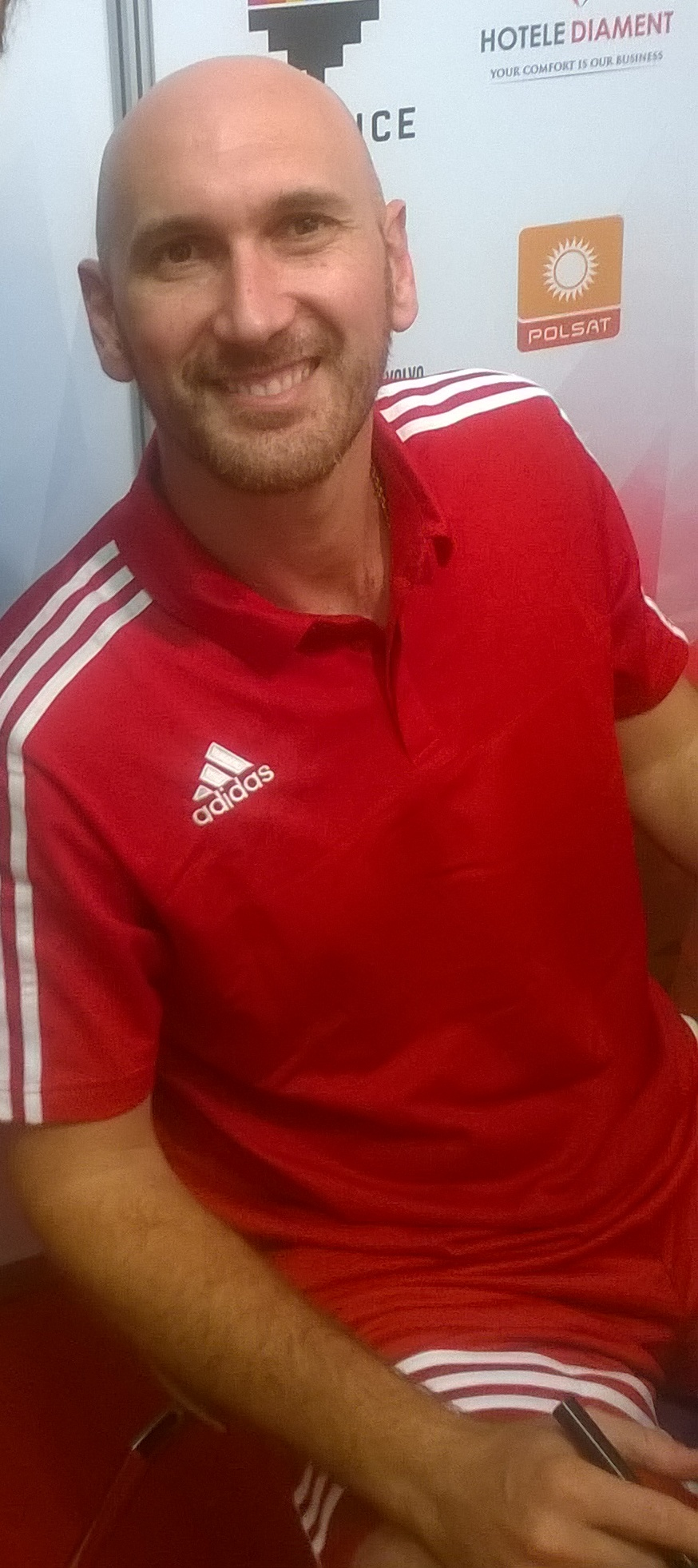
Nalbert Bitencourt na spotkaniu z kibicami przed Meczem Gwiazd - Pożegnanie Pawła Zagumnego w katowickim Spodku, 11 września 2016

Nalbert Tavares Bitencourt  (ur. 9 marca 1974 w Rio de Janeiro) – brazylijski siatkarz, grający na pozycji przyjmującego, reprezentant Brazylii. Dwukrotnie wygrał ze swoją drużyną Ligę Światową, Mistrzostwo Świata (również dwukrotnie), zdobył złoty medal na Igrzyskach Olimpijskich.
Jego zasięg w ataku nie przekracza 329 cm. W swojej karierze był zawodnikiem wielu włoskich klubów. Grał w Igrzyskach Olimpijskich w Atenach, gdzie jako kapitan reprezentacji Brazylii zdobył złoty medal.
Przez pewien czas zajmował się również siatkówką plażową. W 2006 roku wystąpił w Starych Jabłonkach w parze z Luizāo. Na początku 2007 roku podpisał kontrakt z włoskim Cimone Modena, a także został wpisany na listę 22 graczy powołanych na Ligę Światową i oficjalnie wrócił do siatkówki halowej. 26 lutego 2010 roku ogłosił zakończenie swojej siatkarskiej kariery. 

## Sukcesy klubowe
Mistrzostwo Brazylii:
- 1997, 1998, 2005, 2008
- 1999

Puchar Włoch:
- 2001, 2003

Puchar CEV:
- 2001

## Sukcesy reprezentacyjne
Mistrzostwa Świata Kadetów:
- 1991

Mistrzostwa Świata Juniorów:
- 1993

Mistrzostwa Ameryki Południowej:
- 1995, 1997, 2001, 2003

Puchar Świata:
- 2003
- 1995

Puchar Wielkich Mistrzów:
- 1997
- 2001

Puchar Ameryki:
- 1998, 2001
- 2000

Igrzyska Panamerykańskie:
- 1999
- 2003

Liga Światowa:
- 2001, 2003, 2007
- 2002

Mistrzostwa Świata:
- 2002

Igrzyska Olimpijskie:
- 2004

## Nagrody indywidualne
- 1991: MVP Mistrzostw Świata Kadetów
- 1997: MVP, najlepszy przyjmujący i punktujący Pucharu Wielkich Mistrzów
- 2001: Najlepszy atakujący Mistrzostw Ameryki Południowej
- 2001: Najlepszy przyjmujący Pucharu Ameryki
- 2003: Najlepszy broniący Igrzysk Panamerykańskich